# Aeroportul Port Allen
Aeroportul Port Allen (IATA: PAK, ICAO: PHPA, FAA LID: PAK) este un aeroport din Comitatul Kauai, Hawaii, Hawaii, Statele Unite ale Americii ce deservește zona Hanapepe⁠(d).
Situat la o altitudine de 7 m, aeroportul dispune de 1 pistă. Este operat de Hawaii Department of Transportation⁠(d).

## Infrastructură

### Piste
Aeroportul dispune de o singură pistă. Pista 09/27 are suprafața de asfalt și dimensiunile 2.450 picioare × 60 picioare. 